# La casa de Argüello
La casa de Argüello es una película documental  de Argentina filmada en colores dirigida por Valentina Llorens sobre su propio guion escrito en colaboración con Alejandro Carrillo Penovi y Leonel D'Agostino que se estrenó el 30 de enero de 2020.  

## Sinopsis
La película recoge las memorias de la abuela de la directora y guionista, que la crio; de su madre, que fue presa política en la década de 1970 y se exilió, y de ella misma. Una familia con militantes –algunos exiliados, otros muertos o desaparecidos-- desde la mirada de cuatro generaciones de mujeres.

## Entrevistados
Fueron entrevistados para el filme Fatima Llorens, Frida Casares Llorens, Nelly Llorens	y Valentina Llorens.

## Comentarios
Pablo O. Scholz en Clarín escribió:”

”La de Fátima fue una familia peronista, y la casa en la calle cordobesa del título fue destruida completamente tras sufrir varios allanamientos. Se habla de la dictadura, pero también de la Triple A…Poco y nada parece sobrarle a La casa de Argüello, que no es un filme militante -la directora aclara que no pertenecía a ninguna entidad de Derechos Humanos-, pero tampoco lo necesita. Basta con seguir la historia para sentirse compenetrado.

Horacio Bernades en Página 12 escribió:”

”Las respuestas no las da la película, sólo deja correr las preguntas, para que cada espectador las levante o no. De esa clase de sutilezas, de insinuaciones, de gatillos para el pensamiento está hecha La casa de Argüello”